# Душевна музика
Душевна музика (енгл. Soul Music; издат 1994) је шеснаести роман Терија Прачета о Дисксвету.

## Радња
Сузан је лепа и ћутљива девојка која има способност да „постане невидљива“ када то жели, а посебно када је госпођа Гузина, управница интерната позива на разговоре у своју канцеларију. Иако је веома талентована за спортове где се захтева да некаквим штапом „опаучи“ нешто, девојке из интерната је не желе у својој екипи, јер им је сувише чудна. Онда открива и зашто-њен деда је персонификација смрти. Од њега је наследила разне таленте, као што је сећање које је пристизало како из прошлости, тако и из будућности. За своје порекло сазнаје када су помоћници Смрти- пацовска смрт, коњ Бинки и чаробњак Алберт (уз помоћ вране преводиоца) затражили од ње да преузме дедин „посао“, јер је Смрт пао у депресију и отишао у легију странаца. Иако нерадо, Сузан је прихватила да одузима живот људима широм Дисксвета, али одлучује да у све то уведе „мало реда“ и да преузме правду у своје руке. Тако је спасила живот младићу Импу који је из варошице дошао у велики Анк-Морпорк да постане највећи музичар свих времена. Оно што је превидела је да је то управо одговарало Музици, свестворитељки свемира, па је она, уз помоћ богова, преузела Импа како би кроз њега очарала цео Дисксвет. Још раније су младић Имп (уметнички Бади), трол Кречко (уметнички Клиф) и патуљак Глод (уметнички Глод (патуљци немају маште)) основали групу под називом Камење и рокање. Уз помоћ Музике, ова група ствара магичан ритам и тера људе да раде луде ствари. Нису имуни ни чаробњаци који осећају потребу да праве луде фризуре и фарбају зидове своје собе у црно. Имп заиста постаје најславнији музичар свих времена, али цена је прескупа. Музика му је наменила судбину праве звезде: да брзо проживи и умре млад. Сузан коначно схвата план Музике и јури да по ко зна који пут спасе младог Импа. Питање је шта ће победити: Љубав или Музика...

## Цитати
„ЗАНИМЉИВО ЈЕ ДА МУЗИКА, ПОШТО ЈЕ ПО СВОЈОЈ ПРИРОДИ БЕСМРТНА, ПОНЕКАД МОЖЕ ПРОДУЖИТИ ЖИВОТ ОНИМА КОЈИ СУ У НЕПОСРЕДНОМ ДОДИРУ С ЊОМ“, рече Смрт. „ПРИМЕТИО САМ ДА СЕ ЧУВЕНИ КОМПОЗИТОРИ ДРЖЕ ПРИЛИЧНО ДУГО. МНОГИ СЕ ПРАВЕ ГЛУВИ КАДА ИХ ПОЗОВЕМ. ПРЕТПОСТАВЉАМ ДА ТО ЛУДО ЗАБАВЉА НЕКОГ БОГА ТАМО НЕГДЕ.“
„Играли“, Мирно ће Ридкали и поново пође дуж врсте. „И то је играње, а? Ударање у људе? Бацање других преко рамена? Јурцање по крчми? Чак се ни тролови тако не понашају (Немој неко случајно да би помислио да имам нешто против тог финог, финог света). А ви сте ми још као неки чаробњаци. Остали треба да се угледају на вас, али не зато што умете да направите салто у ваздуху. А ти, рунац, немој да мислиш да те нисам видео. Био сам потпуно згрожен. Сироти благајник је морао да прилегне. Играње, то је оно што се, ако нисте знали, ради укруг. Знате оно кад се увијају траке око јарбола или се оплете коце или се оде у балску дворану, а не кад витлате људима ко патуљци секирама (и то је фини један сој, благословени били). Је л‘ то јасно?“